# Can't Be Tamed
Can't Be Tamed je třetí studiové album od americké zpěvačky Miley Cyrusové, které se dostalo do prodeje 18. června 2010. Deska se začala tvořit již během roku 2009 v rámci Wonder World Tour. Po jejím vydání se Can't Be Tamed probojovalo do čela světových hitparád, přičemž v Billboard 200 debutovala na třetím místě s více než 100tisíci prodanými kusy v prvním týdnu.
Hudebně je nahrávka kombinací mnoha prvků taneční hudby v doprovodu kláves, bicích automatů a elektroniky. Can't Be Tamed není kritiky příliš vychvalováno a převládají u ní spíše průměrné recenze.
Propagaci desky velmi pomohl první a stejnojmenný singl „Can't Be Tamed“, jehož produkce se ujali producenti Antonina Armato a Tim James a který zaujmul osmé místo Billboard Hot 100. Z alba vzešly ještě dva samostatné singly: „Two More Lonely People“, který byl vydán jen pro americký trh, a „Who Owns My Heart“, který se prodával pouze v Evropě.

## Seznam skladeb
1. „Liberty Walk“ – 4:06
2. „Who Owns My Heart“ – 3:37
3. „Can't Be Tamed“ – 2:48
4. „Every Rose Has Its Thorn“ – 3:51
5. „Two More Lonely People“ – 3:11
6. „Forgiveness and Love“ – 3:31
7. „Permanent December“ – 3:37
8. „Stay“ – 4:21
9. „Scars“ – 3:43
10. „Take Me Alon“ – 4:09
11. „Robot“ – 3:43
12. „My Heart Beats For Love“ – 3:42
13. „Can't Be Tamed“ (remix) – 4:01

## Hitparády
| Hitparáda (2010)                              | Umístění |
| --------------------------------------------- | -------- |
| Australská hitparáda                          | 4        |
| Rakouská hitparáda                            | 2        |
| Belgická hitparáda                            | 8        |
| Kanadská hitparáda                            | 2        |
| Česká hitparáda                               | 17       |
| Dánská hitparáda                              | 25       |
| Nizozemská hitparáda                          | 42       |
| European Top 100 Albums                       | 2        |
| Finská hitparáda                              | 41       |
| Německá hitparáda                             | 4        |
| Řecká hitparáda                               | 6        |
| Irská hitparáda                               | 5        |
| Italská hitparáda                             | 4        |
| Recording Industry Association of New Zealand | 2        |
| Norská hitparáda                              | 8        |
| Polská hitparáda                              | 13       |
| Portugalská hitparáda                         | 1        |
| Španělská hitparáda                           | 1        |
| Švédská hitparáda                             | 21       |
| Švýcarská hitparáda                           | 3        |
| UK Albums Chart                               | 8        |
| U.S. Billboard 200                            | 3        |